# Trudawaja (obwód brzeski)
Trudawaja (biał. Трудавая; ros. Трудовая, Trudowaja) – wieś na Białorusi, w obwodzie brzeskim, w rejonie janowskim, w sielsowiecie Horbacha. W 2009 roku liczyła 227 mieszkańców. Na północny wschód od miejscowości znajduje się stacja kolejowa.

## Historia
Początki miejscowości sięgają 1944 roku, kiedy powstało osiedle robotnicze przy miejscowych zakładach torfowych. Do końca lat 40. osiedle podlegało pod kołchoz „Majak sacyjalizmu”, a od 1950 roku – pod kołchoz „Maładaja hwardyja”. Według danych ze spisu powszechnego w 1959 roku miejscowość należała wówczas do sielsowietu Mohilna w rejonie janowskim i liczyła 538 mieszkańców. W latach 60. otwarto stały punkt szpitalny i szkołę. W latach 1962–1970 miejscowość wchodziła w skład rejonu drohiczyńskiego. W 1969 roku osiedle otrzymało status wsi oraz nazwę Trudawaja. W listopadzie 1970 roku wieś włączono do sielsowietu Snitowo. W 1979 roku w Trudawej zamieszkiwało 197 osób. W 2013 roku wieś włączono do sielsowietu Horbacha.